# LED žárovka

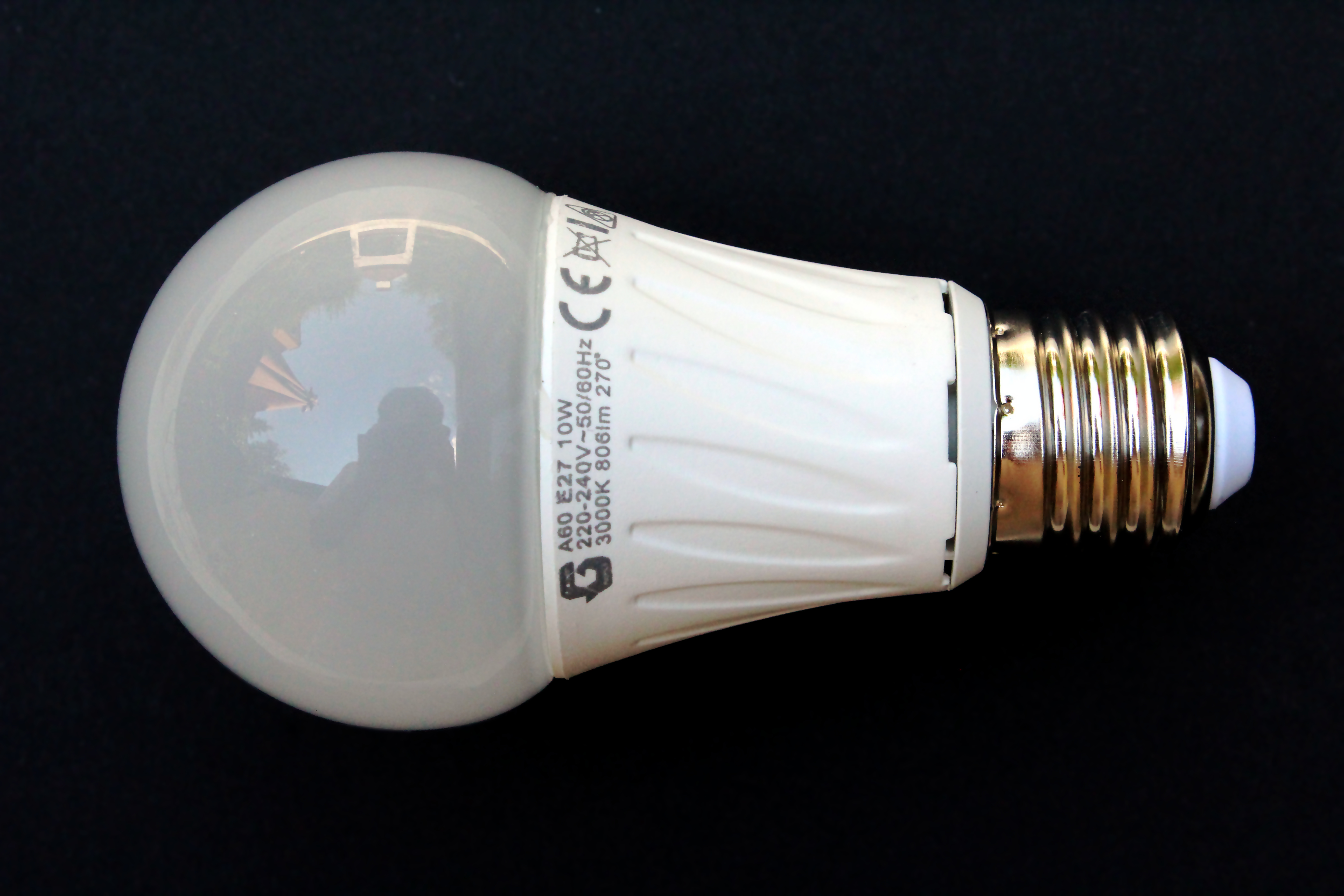
230voltová LED žárovka s paticí E27 (10 W, 806 lm, 3000 K).

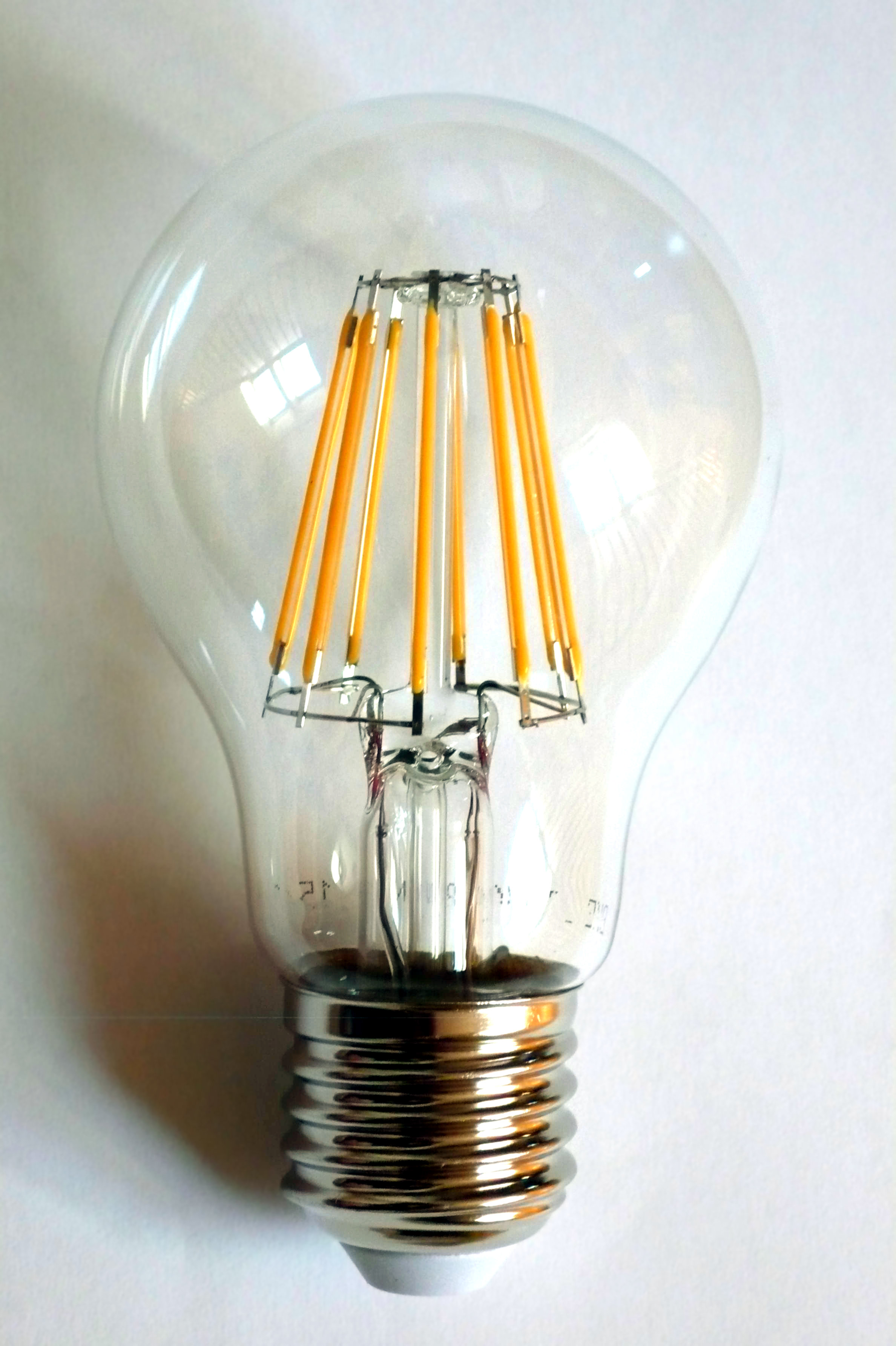
230V LED žárovka s LED světelnými vlákny a paticí E27. Vlákna jsou viditelná jako osm žlutých svislých čárek.

LED žárovka je světelný zdroj, který produkuje světlo pomocí světelných diod (LED). LED žárovky jsou výrazně energeticky účinnější než ekvivalentní žárovky a zářivky. Nejúčinnější komerčně dostupné LED žárovky mají účinnost přes 200 lumenů na watt (lm/W) a přeměňují více než polovinu příkonu na světlo. Komerční LED žárovky mají několikanásobně delší životnost než žárovky i zářivky.
LED žárovky vyžadují k provozu ze sítě elektrický obvod (polovodičový měnič napětí) a ztráty v tomto obvodu znamenají, že účinnost celé žárovky je nižší než účinnost použitých LED čipů. Obvod ovladače může vyžadovat zvláštní funkce, aby byl kompatibilní se stmívači určenými pro žárovky. Obecně platí, že průběh proudu obsahuje určité zkreslení v závislosti na technologii svítidel.
Předpokládá se, že trh s LED svítidly vzroste ze 1,9 bilionu Kč v roce 2024 na 2,8 bilionu Kč v roce 2029.
LED diody nabývají plného jasu okamžitě, bez prodlevy při zahřívání. Časté zapínání a vypínání nesnižuje očekávanou životnost jako u zářivkových svítidel. Světelný výkon se v průběhu životnosti LED postupně snižuje. Některé LED žárovky jsou zásuvnými náhradami za žárovky nebo zářivky. LED žárovky mohou používat více LED diod pro lepší rozptyl světla, odvod tepla a snížení celkových nákladů. Text na maloobchodním balení LED žárovek uvádí světelný výkon v lumenech, spotřebu elektřiny ve wattech, teplotu barev v kelvinech nebo popis barev, jako je „teplá bílá“, „studená bílá“ nebo „denní světlo“, rozsah provozních teplot; dále zda je žárovka kompatibilní se stmívačem, zda je vhodná do vlhkých/mokrých podmínek a někdy také ekvivalentní příkon žárovky se stejným výkonem v lumenech. 

## Název
Termín „LED žárovka“ je někdy kritizován kvůli tomu, že LED žárovky v sobě nemají, na rozdíl od klasických žárovek, rozžhavené vlákno, od nějž je odvozen termín „žárovka“. LED žárovky se naopak vyznačují tím, že takřka žádné teplo nevydávají. Alternativní názvy, například lumidka, LED baňka nebo světelný zdroj LED se neprosadily vůbec, nebo jen okrajově.

## Historie

### Technologická historie
I když jasné červené (a infračervené) elektroluminiscenční diody (ledky) byly po roce 1980 komerčně dostupné, stále chyběly vysoce účinné ledky jiných barev. Zájem se soustřeďoval hlavně na kvalitní modrou ledku, která by v kombinaci s červenými a zelenými ledkami vedla ke konstrukci barevných plochých displejů. Modrou ledku v polovině devadesátých let vyvinul inženýr Shuji Nakamura z japonské firmy Nichia a v roce 2014 za to dostal Nobelovu cenu za fyziku. A tentýž Nakamura přišel i s konstrukcí LED žárovky s přibližně bílým spektrem, když zkombinoval modrou ledku s vhodným luminoforem. Žlutý luminofor (nejčastěji jde o yttrito-hlinitý granát dopovaný cerem, označuje se YAG:Ce) částečně pohlcuje světlo modré ledky, které pak vyzařuje na delších vlnových délkách. Výsledkem je vjem bílého světla, jakožto kombinace spektra ledky a luminoforu.

### Zákaz klasické žárovky
Katalyzátorem tržní penetrace LED žárovek a jejich zmasovění na trhu se stal bezpochyby nařízení Evropské unie o ekodesignu, které postupně zakázalo prodej a výrobu žárovek (přesněji světelné zdroje s horší než definovanou energetickou třídou) ve schváleném časovém harmonogramu, začínajícím v září 2009. Tržně nejprodávanější žárovka, tedy „klasická žárovka“ tvaru A60 o příkonu 60 W (světelný tok cca 710 lm) byla zakázána, resp. byla zakázána její výroba od září 2011. V dané době neexistovala v kvalitativně prémiovém segmentu trhu dostatečná náhrada.[zdroj?] Prodávané LED žárovky:
- nedosahovaly požadovaného sv. toku 806 lm (ekvivalent 60 W dle platným norem)
- byly rozměrnější (tedy se nevešly do řady běžných svítidel užívaných v domácnostech)
- měly úzké vyzařovací úhly (klasická žárovka svítila sféricky, ve vyzařovacím úhlu 330 °, první komerční náhrady dosahovaly vyzařovacích úhlů kolem 150 °)
- nedosahovaly penetrační ceny, např. první LED žárovku, která dosahovala světelným tokem ekvivalentem 60 W (806 lm) od výrobce Philips, bylo možné zakoupit za 1750 Kč (ačkoliv srovnání není plně kardinální, lze při přepočtu průměrných mezd říci, že je to více než kolik stála první žhavená vláknová žárovka v roce 1881).

## Charakteristika

### Energetická efektivita

#### LED žárovka vs. klasická žárovka
Hlavní obvykle argumentovanou výhodou oproti žárovkám je znatelně nižší spotřeba elektrické energie. Vhodným měřítkem pro energetickou efektivnost je světelná účinnost (tedy jaký světelný tok vydává zdroj světla při příkonu 1 W). Například klasická 60 W žárovka má účinnost cca 12 lm/W; LED žárovka, která je alternativou této 60 W žárovky, vydává cca 100–130 lm/W (nesměrové mají o něco větší účinnost). Z tohoto titulu lze tedy tvrdit, že světelná účinnost klasické žárovky představuje asi 9–12 % účinnosti LED žárovky. Tento termín však nelze zaměňovat za úspornost pro konečného spotřebitele – do té je logicky třeba započítat i pořizovací cenu LED žárovky, její delší životnost (tedy připočítat fakt, že za jinak stejných okolností je nutné koupit větší množství klasických žárovek) a také zohlednit energetickou úsporu v absolutních číslech (tedy ve skutečně vynaložených penězích na silovou energii). LED žárovky nevyzařují téměř žádné teplo (povrchová teplota se pohybuje kolem 60 °C) a prakticky všechna energie jde do viditelného spektra světla. LED žárovky také znatelně méně přitahují hmyz.

#### Srovnatelnost světelných účinností
Je třeba si uvědomit, že např. energetická efektivita a tím tedy i možná celková úspornost může být relativní např. při srovnání se zářivkovou trubicí třídy T5, která je sama o sobě velmi energeticky efektivním zdrojem. Tabulka níže uvádí hrubé srovnání efektivity (tedy světelné účinnosti) různých zdrojů světla:
| Zdroj světla                       | Světelná účinnost |
| ---------------------------------- | ----------------- |
| Klasická žárovka                   | 12 lm/W           |
| Halogenová žárovka                 | 16 lm/W           |
| Úsporná žárovka(kompaktní zářivka) | 63 lm/W           |
| Zářivka T8 (Ø26mm)                 | 89 lm/W           |
| Zářivka T5HO (Ø16mm)               | 96 lm/W           |
| Zářivka T5HE (Ø16mm)               | 114 lm/W          |
| Výbojka sodíková                   | 104 lm/W          |
| Výbojka halogenidová               | 115 lm/W          |
| LED žárovka                        | 100–210 lm/W      |

### Životnost
Při určování životnosti LED žárovky je třeba vědět, k čemu je udávaná hodnota vztažena. Je velice obvyklé, že v tržním segmentu s výrobky nižší třídy (low-end) udávají dovozci životnost kolem 50 000 hod. Tato životnost je však v praxi čistě hypotetická, neboť se vztahuje k životnosti vlastního čipu (LED čip je v podstatě velmi tenký plátek křemíku, tudíž je velmi odolný), ne však k životnosti elektroniky, nebo ostatních součástí LED žárovky. Vzhledem ke složité průkaznosti a absenci příslušných právních nařízení je však takový stav v ČR prakticky nepostihnutelný a vlastně v pořádku.
V prémiovém tržním segmentu se ustanovilo, že LED žárovky pro domácí využití se vyrábí v životnosti 15 000 hod. Tato životnost je udávána dle normy zvané L70B50 (zjednodušeně to lze popsat tak, že se rozsvítí určitý počet LED žárovek jednoho modelu např. 100; životnost se stanoví momentem, kdy 50 % LED žárovek svítí alespoň na 70 % výkonu). Délka 15 000 hod. je stejná jako u tržně prodávaných úsporných žárovek (kompaktních zářivek). Pro profesionální segment se ustálila doba životnosti od 35 000 hod. do 50 000 hod. opět při využití normy L70B50.

### Index podání barev a chromatičnost
Klasická žárovka, stejně tak jako žárovka halogenová, dosahují 100 % indexu podání barev – tedy nezkreslují barvy. To je dáno tím, že vlnové délky, z nichž se skládá žárovkové světlo, jsou zastoupeny v přibližně stejných relacích jako u světla slunečního. Oproti tomu LED žárovka (resp. LED čip) září hlavně v neviditelné[zdroj?] části spektra a světlo se musí poté převádět, tedy „namixovat“. Tímto převáděním lze namixovat jak barvu světla (tedy chromatičnost), tak i index podání barev. Změnu barevné teploty klasické žárovky neumožňují – jejich teplota je omezena pouze na 2700 K (laicky žluté světlo, teplé světlo, nebo těž prostě žárovkové světlo).
LED žárovky se vyrábí v drtivé většině v indexu podání barev 82 % (stejně jako většina zářivek). Méně to není možné, neboť to nedovolují současné normy. K roku 2019 existují LED žárovky s indexem větším než 95 % s cenou jen mírně vyšší než běžné LED žárovky.

### Výrobní homogenita a kvalita zpracování
LED žárovky jsou výrobně mnohem komplikovanější, než klasické vláknové žárovky. Světelný zdroj vhodný jako náhrada žárovky obsahuje mimo nosiče LED čipů (často deska plošného spoje DPS) také chladič (tlakový odlitek z hliníkové slitiny) a měnič střídavého proudu na stejnosměrný, tedy další elektronický obvod na DPS. To vše je zapouzdřeno do plastových krytů. Elektronické obvody mohou být zality pružnou zalévací hmotou pro utlumení hluku vydávaného vestavěnými indukčnostmi. Koncoví výrobci LED žárovek (jejichž obchodní značka je na výrobku uvedena) jsou vesměs montážní firmy, které LED čipy, odlitky chladičů, plastové výlisky a elektronické součástky pouze nakupují a následně celou LED žárovku montují. K montáži LED světelných zdrojů je nutné zcela jiné technologické vybavení i subdodávky než k výrobě klasické žárovky. Pro výrobu klasické žárovky je nutné vyrobit žhavicí vlákno, což je náročný metalurgický proces, ale samotné tvarování skla a vytvoření vakua v baňkách je dobře zvládnutý proces. Kvalita finální LED žárovky tedy na rozdíl od klasické žárovky závisí na mnoha faktorech – počet použitých materiálů a komponent je mnohonásobný oproti klasické žárovce, která byla výrobně velmi homogenní. U vláknových žárovek byly kvalitativní rozdíly mezi produkty prémiových obchodních značek a neznačkovými produkty v podstatě minimální. U LED žárovek jsou rozdíly vzhledem k popsanému zásadní. Nejzásadnějším výrobním rozdílem je kvalita samotného čipu (viz více kapitola Binning).

### Ostatní
Mezi další výhody LED žárovky patří také to, že začnou svítit okamžitě plnou intenzitou, nevadí jim časté zapínaní a vypínání, nebo nižší teploty (obvyklý rozsah provozních teplot je -35 °C až +45 °C). Samozřejmě i toto má své meze. Jednak je potřeba rozlišit, co vadí samotnému čipu LED a co LED žárovce (která kromě LED obsahuje i měnič napětí). Pro samotnou LED nepředstavuje časté spínání problém a nemá žádný vliv na její životnost. Pouze s malým dodatkem, že při zapínání a vypínání dochází k tepelným cyklům a vlivem tepelné roztažnosti se v závislosti na provedení nějaký vliv projeví. Elektronika měniče napětí bývá na časté zapínání citlivější, pokud výrobce dané LED žárovky nepoužije nějakou pokročilejší topologii tohoto měniče.

## Použití

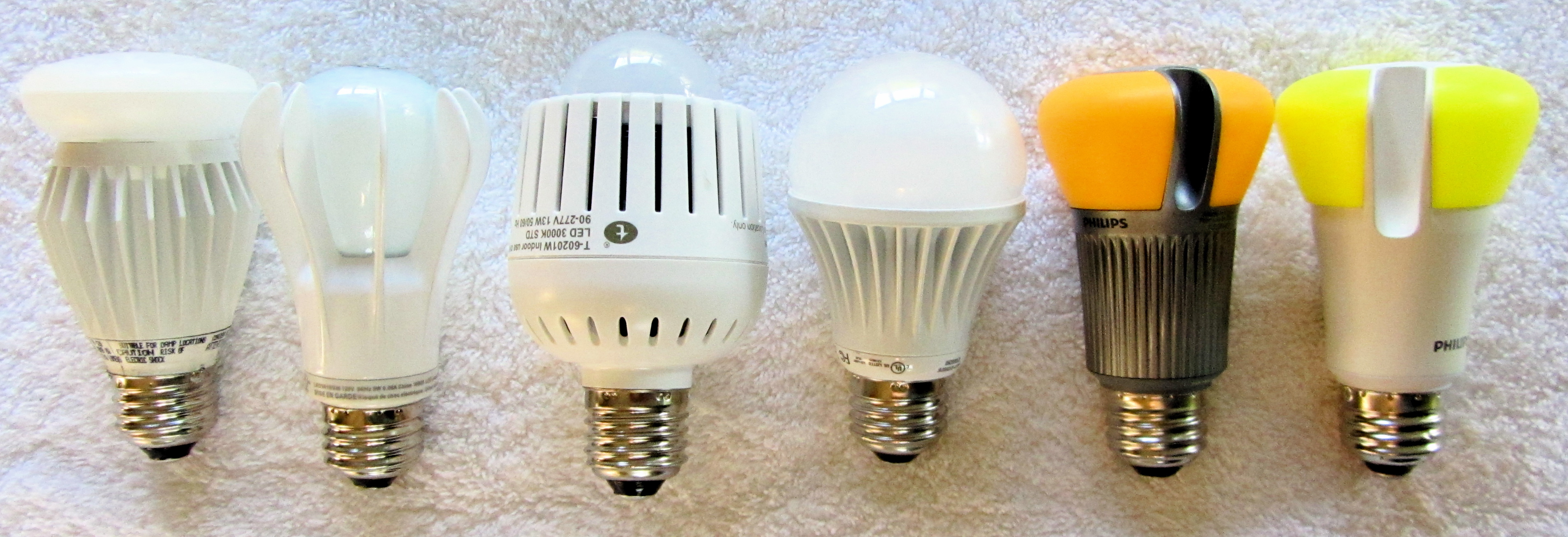
Výběr spotřebních LED žárovek dostupných v roce 2012 jako zásuvné náhrady žárovek ve šroubových paticích.

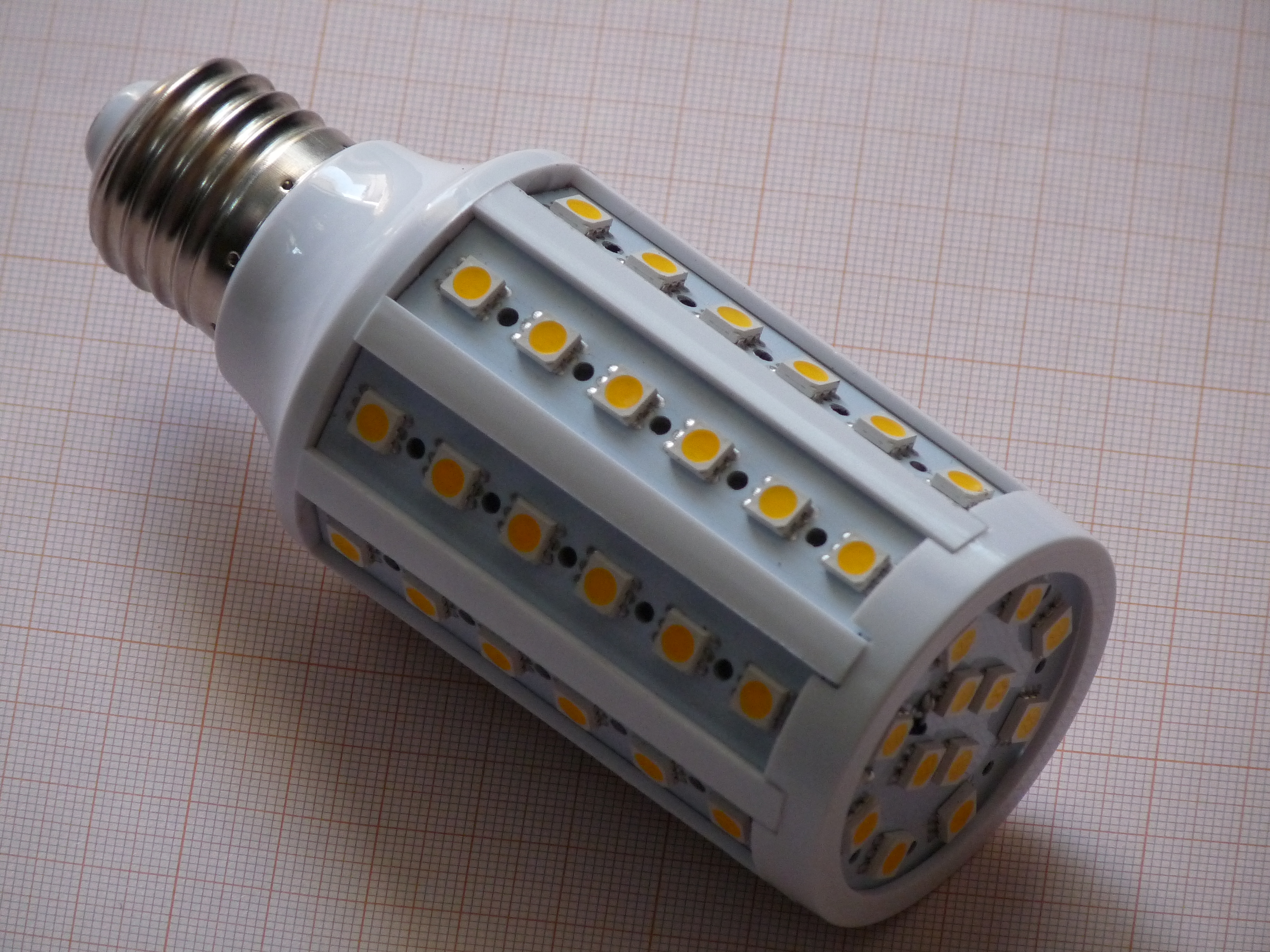
Starší tvar LED žárovky s SMD čipy, tzv. kukuřice

LED žárovky pro domácnosti se vyrábějí se standardními přípojkami a tvary, jako je edisonova patice, tvar MR16 s dvoukolíkovou paticí nebo GU5,3 (dvoukolíková patice) nebo GU10 (bajonetová patice), a jsou kompatibilní s napětím dodávaným do patic. LED žárovky a obecně LED světelné zdroje  pokrývají takřka všechny tvary světelných zdrojů – tedy nejen samotných žárovek ale i trubic, halogenových žárovek a dokonce i kompaktních zářivek. Obsahují řídicí obvody pro usměrnění střídavého proudu a převod napětí na vhodnou hodnotu, obvykle spínaný zdroj.
Obvyklé obchodní portfolio pro domácí užití (resp. pro klasický spotřební trh) čítá tyto tvary:

### Všesměrové zdroje
- Tvar A (tzv. klasická žárovka)
- Tvar B (tzv. svíčková žárovka)
- Tvar P (tzv. kapková žárovka, občas též mignon, či miňonka podle někdejšího obchodního názvu Tesly Holešovice)
- Kapsle (původně halogenové zdroje)

### Směrové zdroje
- Reflektorové žárovky
  - R50
  - R63
  - R80
- Halogenové reflektory
  - PAR16
  - MR16

### LED světelná vlákna
Novinkou jsou tzv. LED světelná vlákna, komerčně dostupná přibližně od roku 2015. Tyto žárovky připomínají klasickou žárovku jak charakterem světla a jeho všesměrovým vyzařováním, tak vzhledem samotného světelného zdroje. Ve skleněné baňce je na kovových držáčcích umístěno několik svítících vláken obsahujících LED. Měnič napětí je umístěný v patici, čímž nenarušuje vzhled tohoto světelného zdroje. V roce 2019 běžně dosahují světelné účinnosti 134 lm/W, tedy 6W „žárovka“ má svítivost 806 lm.

## Konstrukce
LED žárovka je konstruována podobně jako úsporná zářivka,[zdroj?] tedy v těle žárovky je polovodičový měnič napětí (u LED je to střídavý/stejnosměrný zdroj, u zářivek to býval častěji zdroj ze střídavého proudu na střídavý), který zpravidla u nových LED žárovek napájí sériově spojené jednotlivé LED diody.

## Typy LED diod, které se používají v LED lampách

### DIP (Dual In-line Package)

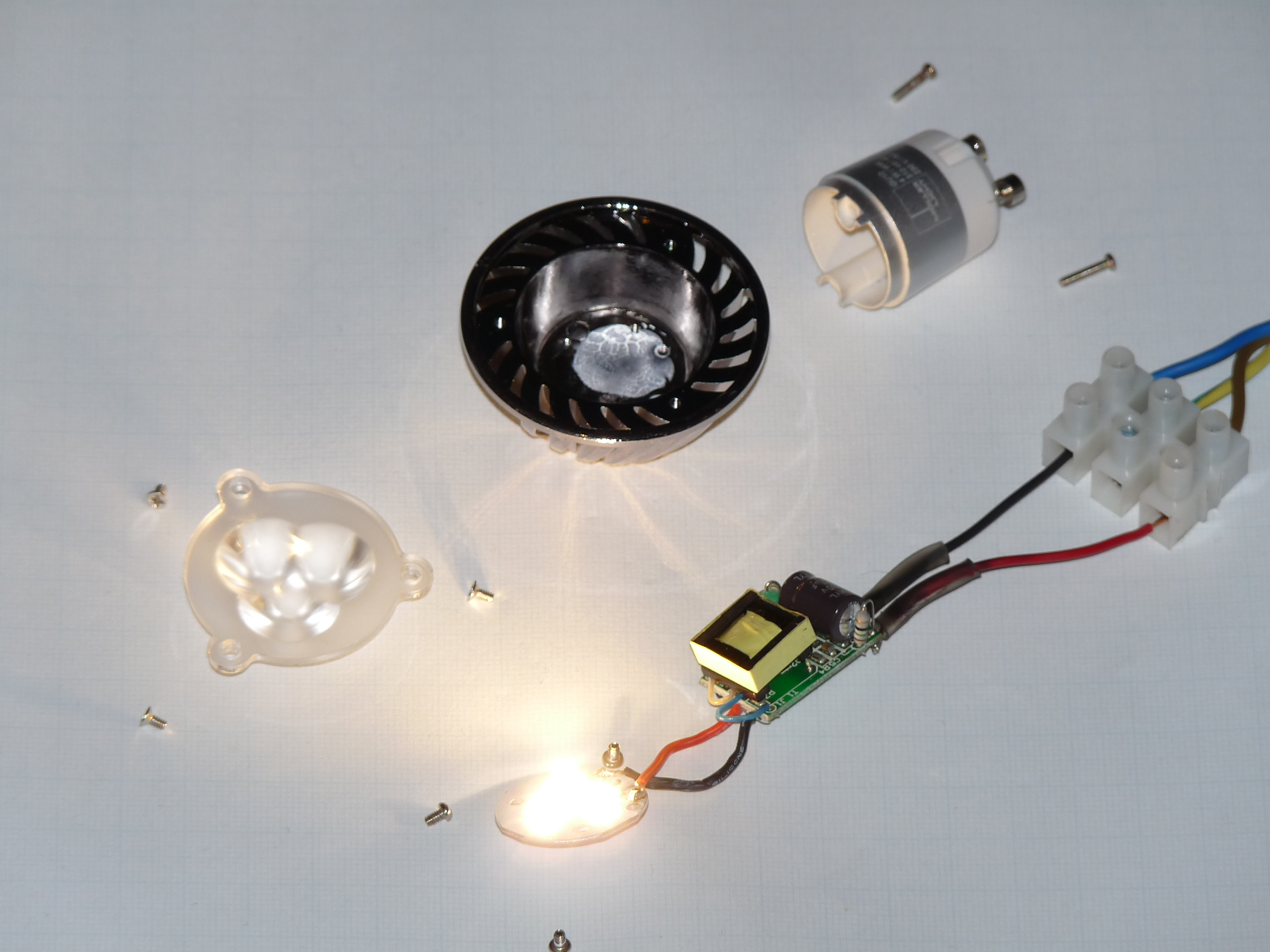

Jedná se o LED diody kloboučkového typu, samotná dioda má 2 nožičky, které jsou připájené na desku a spojeny s ostatními diodami. Mají menší účinnost než SMD, tyto žárovky se již prakticky nevyrábí, protože byly nahrazeny novějšími modely, jejich svítivost je malá a velmi často se objevují vadné kusy. Průměrná životnost takovýchto diod je kolem 20 000 hodin. Maximální svítivost se pohybuje kolem 70 lm/W.

### SMD (Surface Mount Device / Diode)

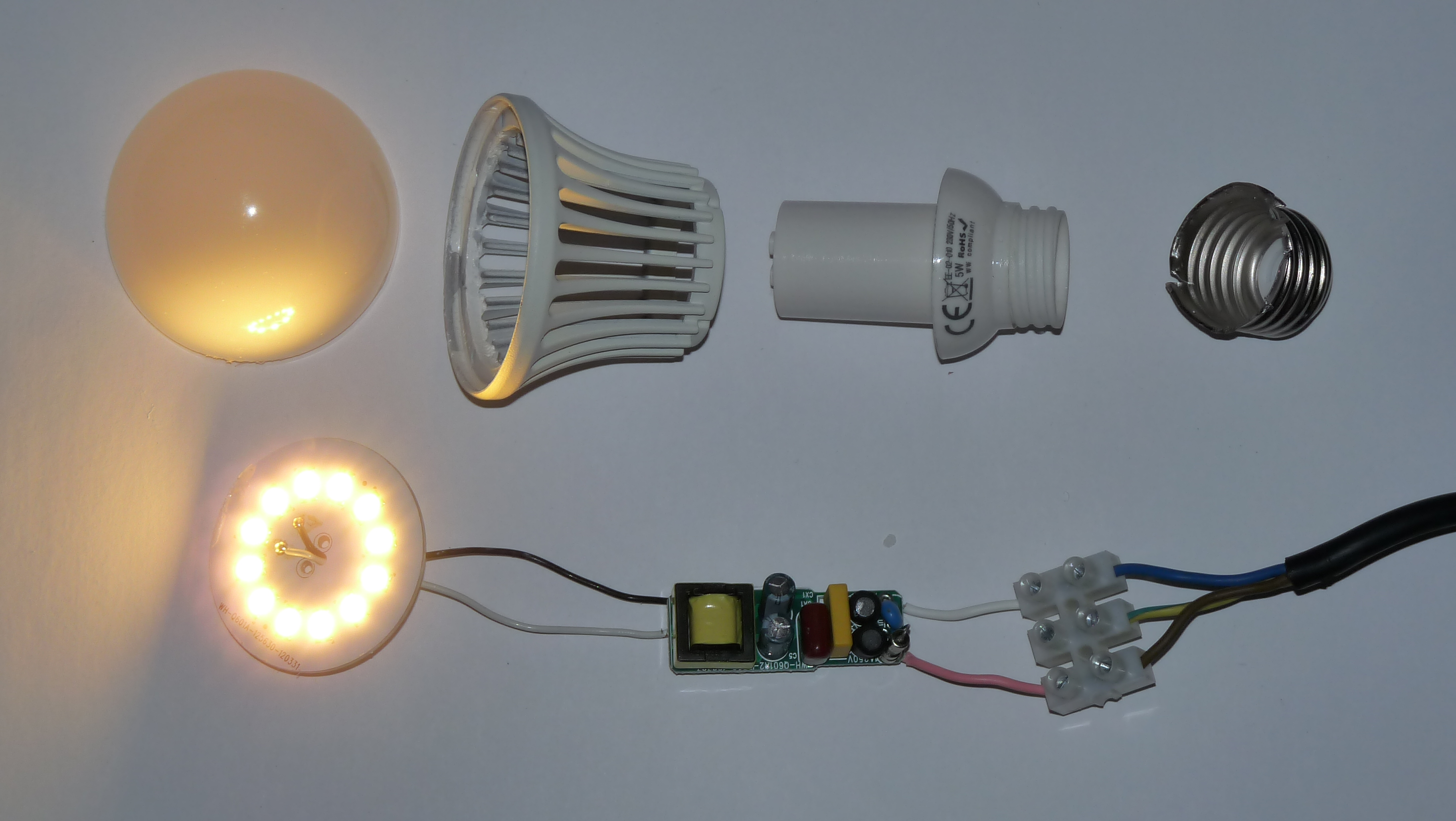

Nástupce DIP technologie, jedná se o velice používanou technologii v LED žárovkách. Jejich výhodou je opravdu malá velikost a dlouhá životnost. Existuje více tvarových variant těchto LED diod, které se liší rozměry a svítivostí. Životnost těchto druhů diod může dosahovat i 100 000 hodin (nelze ji však ztotožňovat s životností LED žárovky, jak je zmíněno výše). Maximální svítivost je udávána do 120 lm/W.

### COB a MCCOB (Chips On Board / Multiple Chips On Board)
Již podle názvu mají tyto moduly více diod na měděné desce. Použití je hlavně u svítidel, kde není možno integrovat dostatečný počet SMD diod. Jedná se převážně o směrové zdroje nebo o LED svítidla vyššího výkonu, která mají nahradit halogenové zdroje, zářivkové trubice, kompaktní zářivky apod. Nevýhodou je větší zahřívání lampy (event. svítidla) oproti SMD. Životnost takovýchto LED svítidel může dosahovat i 100 000 hodin. Maximální světelná účinnost moderních čipů LED se nyní (r. 2016) udává kolem 120 lm/W.

## Binning
Zásadním pro LED žárovku je kvalita čipu. Ten je nositelem takřka všech světelně technických parametrů, které bude finální výrobek (tedy LED žárovka) mít. Při výrobě čipu totiž dochází k výrobním odchylkám. Při finálním přezkušování čipů (tedy před jejich prodejem výrobcům LED žárovek, nebo před vyčleněním na vlastní montáž) pak dojde k tomu, že se část čipů kvalitativně odchyluje od vytyčeného standardu (např. mají jinou chromatičnost, životnost, světelný tok, index podání barev – nebo obvykle kombinace těchto vad), než má zbytek výrobní dávky.
Tyto výrobky jsou vlastně v podstatě výrobní zmetky, avšak jsou funkční. Ekonomická praxe tak naučila výrobce třídit do pomyslných košů (odsud pojem binning, z anglického termínu bin – koš, skladovací zásobník) kvalitativně vyhovující LED čipy, které se následně prodávají výrobcům prémiového segmentu a od nich oddělit ty tomuto segmentu nevyhovující, resp. nehomogenní, ze kterých jsou montovány low-endové žárovky pro méně náročné použití.